# السا ونتورا
السا ونتورا (انگلیسی: Elsa Ventura؛ زادهٔ ۳۰ ژانویهٔ ۱۹۹۰) بازیکن فوتبال اهل پرتغال است.
وی همچنین در تیم‌های ملی فوتبال زنان پرتغال، و زنان پرتغال، بازی کرده‌است.